# Litoria piperata
Litoria piperata је водоземац из реда жаба и фамилије Hylidae.

## Угроженост
Ова врста је крајње угрожена и у великој опасности од изумирања.

## Распрострањење
Популациони тренд ове врсте је непознат.

## Станиште
Станишта врсте су шуме и слатководна подручја на надморској висини 800-1.120 метара. Ова врста водоземца је ендемит Аустралије.